# WDS J17037+1336
WDS J17037+1336 — кратная звезда в созвездии Геркулеса на расстоянии приблизительно 270 световых лет (около 82,8 парсек) от Солнца. Возраст звезды определён как около 231 млн лет.

## Характеристики
Первый компонент (33 Змееносца (лат. 33 Ophiuchi), HD 154228) — белая звезда спектрального класса A0, или A1V, или A1Si. Видимая звёздная величина звезды — +5,907m. Масса — около 2,2 солнечной, радиус — около 1,901 солнечного, светимость — около 25,119 солнечной. Эффективная температура — около 9675 K.
Второй компонент (34 Змееносца (лат. 34 Ophiuchi), HD 154278) — оранжевый гигант спектрального класса K1III, или K2. Видимая звёздная величина звезды — +6,06m. Масса — около 2,669 солнечной, радиус — около 10,816 солнечного, светимость — около 53,579 солнечной. Эффективная температура — около 4762 K. Удалён на 304,9 угловой секунды.
Третий компонент — WDS J17037+1336C. Видимая звёздная величина звезды — +8,5m. Удалён на 231,3 угловой секунды.
Четвёртый компонент — WDS J17037+1336D. Видимая звёздная величина звезды — +10,43m. Удалён от первого компонента на 177,8 угловой секунды, от второго компонента на 154,5 угловой секунды.
Пятый компонент (TYC 988-1025-1) — жёлто-белая звезда спектрального класса G-F. Видимая звёздная величина звезды — +10,95m. Радиус — около 2,22 солнечного, светимость — около 5,989 солнечной. Эффективная температура — около 6055 K. Удалён от четвёртого компонента на 98,9 угловой секунды.

## Планетная система
В 2019 году учёными, анализирующими данные проектов HIPPARCOS и Gaia, у звезды обнаружены планеты.